# Розширення Європейського Союзу (2004)

Члени ЄС у 2004 році
Нові члени ЄС були прийняті в 2004 році

Розширення Європейського Союзу у 2004 році було найбільшим розширенням Європейського Союзу, з точки зору території, числа країн і населення, однак не було найбільшим з точки зору валового внутрішнього продукту (багатства). Розширення відбулося 1 травня 2004 року.
Одночасне приєднання стосувалося таких країн (іноді їх називають державами «А10»): Кіпру, Чехії, Естонії, Угорщини, Латвії, Литви, Мальти, Польщі, Словаччини та Словенії. Сім з них входили до складу колишнього Східного блоку (з яких троє були вихідцями з колишнього Радянського Союзу, тобто частинами Радянської імперії, а чотири були і залишаються членами центральноєвропейського альянсу Вишеградська група). До здобуття незалежности Словенія була позаблоковою країною і була однією з колишніх республік Югославії (разом іноді називаються країнами «А8»), а дві інші були середземноморськими островами та двома членами Співдружности Націй.
Частиною цієї ж хвилі розширення вважається також і приєднання Болгарії та Румунії в 2007 році, які не змогли взяти участь в 2004 році, але є, на думку Європейської Комісії, частиною п'ятого розширення.

## Історія

### Передумови
Після закінчення Другої світової війни в травні 1945 року Європа виявилася розділеною між капіталістичним західним блоком і комуністичним східним блоком, а також нейтральними країнами третього світу. Європейське економічне співтовариство (ЄЕС) було створено в 1957 році між шістьма країнами Західного блоку, а потім розширилося до дванадцяти країн по всій Європі. Європейські комуністичні країни мали більш вільне економічне угруповання з СРСР, відоме як СИВ. На півдні була позаблокова комуністична федеративна країна – Югославія.
Між 1989 і 1991 роками холодна війна між двома наддержавами наближалася до кінця, а вплив СРСР на комуністичну Європу падав. Коли комуністичні держави розпочали перехід до вільної ринкової демократії, приєднавшись до євроатлантичної інтеграції, питання розширення на континент було включено в порядок денний ЄЕС.

### Перемовини
Стратегія PHARE була запущена невдовзі після того, щоб краще адаптувати структуру країн Центральної та Східної Європи (Pays d'Europe Centrale et Orientale (PECO)) до Європейського економічного співтовариства. Одним з основних інструментів цієї стратегії була регіональна програма забезпечення якости (Programme Régional d'Assurance Qualité (PRAQ)), яка розпочалася в 1993 році, щоб допомогти державам PECO впровадити Новий підхід у своїй економіці.
Acquis Communautaire містив 3000 директив і близько 100 000 сторінок в Офіційному віснику Європейського Союзу, які мають бути перенесені. Це вимагало великої адміністративної роботи та величезних економічних змін, а також викликало серйозні культурні проблеми — напр. нові юридичні концепції та проблеми мовної узгоджености.[уточнити термін]

### Вступ

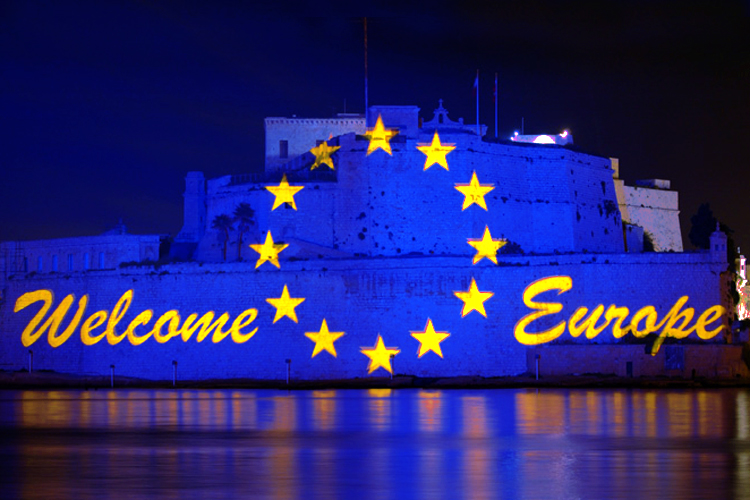
Урочистості у форті Сент-Анджело на честь вступу Мальти до ЄС

8 березня 2003 року на Мальті був проведений референдум, який не має обов'язкової сили; вузьке голосування «за» спричинило дострокові вибори 12 квітня 2003 р., які боролися з тим же питанням, після чого проєвропейська націоналістична партія зберегла більшість і оголосила мандат на вступ.
Польща провела референдум 7 і 8 червня 2003 року: «За» проголосували з великим відривом близько 77,5% при явці близько 59%
Договір про приєднання 2003 р. був підписаний 16 квітня 2003 р. на Стоа Атталу в Атенах, Греція, між тодішніми членами ЄС і десятьма країнами, які приєдналися. У тексті також внесено зміни до основних договорів ЄС, включаючи голосування кваліфікованою більшістю Ради Європейського Союзу. Договір був ратифікований вчасно і набув чинности 1 травня 2004 року на тлі церемоній у Європі.
Європейські лідери зустрілися в Дубліні для феєрверку та церемонії підняття прапора в Áras an Uachtaráin, резиденції президента Ірландії. У той же час громадяни всієї Ірландії насолоджувалися загальнонаціональним святкуванням, оформленим як День вітання. Президент Романо Проді взяв участь у святкуваннях на італійсько-словенському кордоні в розділеному містечку Гориція/Нова Гориця, на німецько-польському кордоні підняли прапор ЄС та співали «Ода до радости», а на Мальті відбулося лазерне шоу та різні інші урочистості.
Лімерік, третє за величиною місто Ірландії, прийняв Словенію як одне з десяти міст і містечок, які окремо вітали десять країн, які приєдналися. Тодішній прем’єр-міністр Словенії Антон Роп був запрошеним доповідачем на бізнес-ланчі, організованому Limerick Chamber.

## Свобода переміщення робочої сили

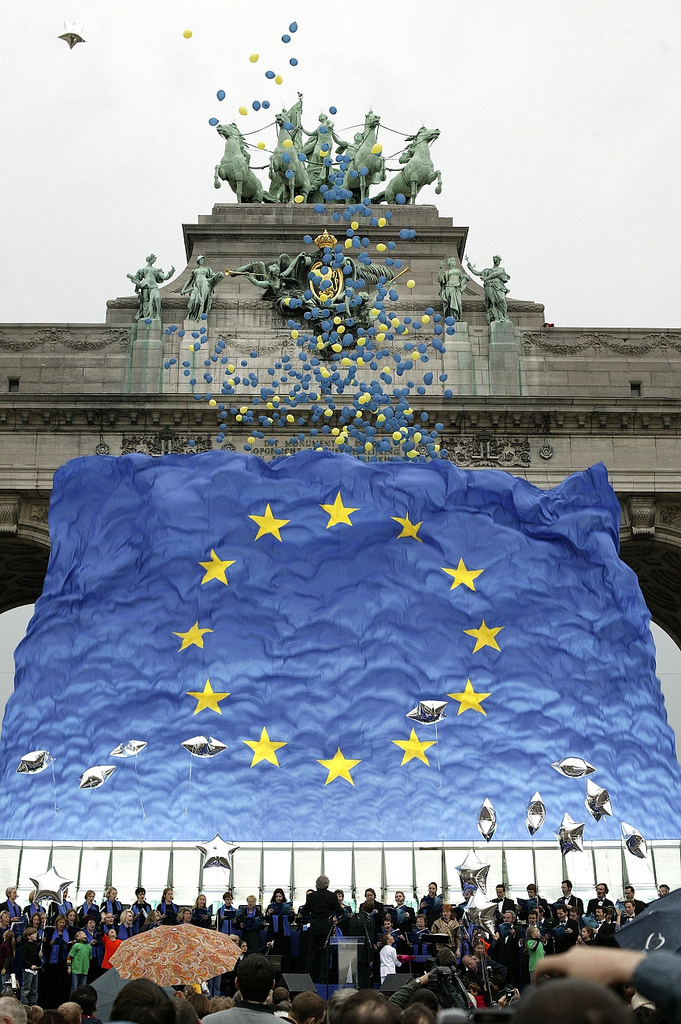
Святкування в Парку п'ятдесятиріччя в Брюсселі

Станом на травень 2011 року більше не існує жодних спеціальних обмежень на вільне пересування громадян цих нових держав-членів.
З їх первісним вступом до ЄС, природно, діяло б вільне пересування людей між усіма 25 державами. Однак через побоювання масової міграції з нових членів до старих ЄС-15 були введені деякі перехідні обмеження. Мобільність у межах ЄС-15 (плюс Кіпр) та в межах нових держав (мінус Кіпр) функціонувала нормально (хоча нові держави мали право накладати обмеження на поїздки між собою). Між старими та новими державами могли бути введені перехідні обмеження до 1 травня 2011 року, і працівники ЄС як і раніше мали переважне право над працівниками, які не є членами ЄС, у пошуку роботи, навіть якщо на їхню країну були введені обмеження. Ніяких обмежень на Кіпр чи Мальту не було. Кожна країна встановила такі обмеження;
- Австрія та  Німеччина: обмеження вільного пересування та надання певних послуг. Дозволи на роботу все ще потрібні для всіх країн. В Австрії для працевлаштування працівник повинен пропрацювати більше року в своїй країні до вступу. Німеччина мала двосторонні квоти, які залишалися в силі.
- Кіпр: обмежень не було.
- Мальта: Не було обмежень для своїх працівників, але має право на міграцію в країну.
- Нідерланди: Спочатку проти обмежень, але посилили свою політику на початку 2004 року і заявили, що посилять свою політику, якщо приїжджатиме більше 22 000 працівників на рік.
- Фінляндія: 2 роки перехідних заходів, коли дозвіл на роботу було надано лише в тому випадку, якщо громадянина Фінляндії не можна знайти для роботи. Не поширюється на студентів, працівників, які працюють неповний робочий день, підприємців, людей, які живуть у Фінляндії не для роботи, людей, які вже проживали у Фінляндії протягом року, або людей, які все одно мали б право працювати, якби вони були з третьої країни.
- Данія: два роки, коли тільки штатні працівники можуть отримати дозвіл на роботу, якщо вони мали дозвіл на проживання. Працівники не отримували соціальної допомоги, але обмеження поширюються лише на найманих працівників (усі громадяни ЄС-10 можуть створити бізнес).
- Франція: Було п’ять років обмежень залежно від сектора та регіону. Студенти, науковці, самозайняті та постачальники послуг були звільнені від обмежень.
- Іспанія: два роки.
- Португалія: два роки, річний ліміт 6500.
- Швеція: Без обмежень.
- Чехія та  Словаччина: обмежень не було.
- Польща: взаємні обмеження, лише громадяни Сполученого Королівства та Ірландії мали вільний доступ. Країни з більш м’якими або жорсткішими обмеженнями стикаються з подібними обмеженнями в Польщі.
- Бельгія,  Греція та  Люксембург: два роки.
- Велика Британія: лише обмеження соціального забезпечення, потрібна була реєстрація.
- Ірландія: обмежень не було.
- Угорщина: взаємні обмеження на сім років.

Незважаючи на побоювання, міграція всередині ЄС стосується менше 2% населення. Однак міграція справді викликала суперечки в тих країнах, де спостерігався помітний приплив, створюючи образ «польського сантехніка» в ЄС, карикатуруючи дешеву ручну працю з країн A8, що накладає відбиток на решту ЄС. Ступінь, до якої імміграція E8 викликала тривалу негативну реакцію громадськости, обговорюється. Через десять років після розширення дослідження показало, що збільшення кількости мігрантів E8 у Західній Європі за останні десять років супроводжувалося більш широким визнанням економічних переваг імміграції. Після розширення 2007 року більшість країн ввели обмеження для нових держав, у тому числі найбільш відкриті в 2004 році (Ірландія та Велика Британія), у яких були лише Швеція, Фінляндія та члени 2004 року (за винятком Мальти та Угорщини). Але до квітня 2008 року ці обмеження щодо восьми членів були зняті всіма членами, крім Німеччини та Австрії.

## Решта зони включення
Кіпр, Чехія, Естонія, Угорщина, Латвія, Литва, Мальта, Польща, Словаччина та Словенія стали членами 1 травня 2004 року, але деякі сфери співробітництва в Європейському Союзі будуть застосовуватися до деяких країн-членів ЄС пізніше.
- Шенгенська зона (Кіпр досі не є членом Шенгенської зони)
- Єврозона (див. розширення єврозони; Чехія, Угорщина, Польща досі не є членами єврозони)

## Нові країни-члени

### Кіпр

Вступ Кіпру до ЄС в 2004 році

З 1974 року Кіпр був розділений між грецьким півднем (Республіка Кіпр) і північними районами, які перебувають під турецькою військовою окупацією (самопроголошена Турецька Республіка Північного Кіпру). Республіка Кіпр визнається єдиним законним урядом кожною країною-членом ООН (та ЄС), крім Туреччини, тоді як північну окуповану територію визнає лише Туреччина.
Кіпр почав переговори про вступ до ЄС, що дало поштовх до вирішення спору. З узгодженням плану Аннана щодо Кіпру було надія, що обидві громади разом приєднаються до ЄС як єдина Об’єднана Кіпрська Республіка. Кіпріоти-турки підтримали план. Проте на референдумі 24 квітня 2004 року греки-кіпріоти відхилили цей план. Таким чином, через тиждень Республіка Кіпр приєдналася до ЄС з невирішеними політичними питаннями. Юридично, оскільки північна республіка не визнана ЄС, весь острів є членом ЄС як частина Республіки Кіпр, хоча фактична ситуація полягає в тому, що уряд не може поширити свій контроль на окуповані території.
Зусилля по возз’єднанню острова тривають і в 2022 році.

### Польща

Вступ Польщі до ЄС в 2004 році

Приєднання Польщі до Європейського Союзу відбулося в травні 2004 року. Польща вела переговори з ЄС з 1989 року.
Після падіння комунізму в Польській Народні Республіці в 1989/1990 рр. уже сучасна Польща розпочала низку реформ і змін у зовнішній політиці, маючи намір приєднатися до ЄС і НАТО. 19 вересня 1989 року Польща підписала угоду про торгівлю та торговельне співробітництво з (тодішнім) Європейським Співтовариством (ЄС). Намір Польщі приєднатися до ЄС був висловлений прем'єр-міністром Польщі Тадеушем Мазовецьким у своїй промові в Європарламенті в лютому 1990 року та в червні 1991 року міністром закордонних справ Польщі Кшиштофом Скубішевським у Сеймі Польщі.
19 травня 1990 року Польща розпочала процедуру початку переговорів щодо угоди про асоціацію, і переговори офіційно почалися в грудні 1990 року. Приблизно через рік, 16 грудня 1991 року, Польща підписала Угоду про асоціацію з Європейським Союзом. Угода набула чинности 1 лютого 1994 року (її частина III про взаємні торговельні відносини набула чинности раніше 1 березня 1992 року).
У результаті дипломатичного втручання центральноєвропейських держав Вишеградської групи Європейська Рада на своєму саміті в Копенгагені в червні 1993 р. вирішила, що: «держави-асоційовані члени з Центральної та Східної Європи, якщо вони того бажають, то стануть членами ЄС. Але для цього вони повинні виконати відповідні умови». Цими умовами (відомими як Копенгагенські критерії, або просто критерії членства) були:
1. Щоб країни-кандидати створили стабільні інститути, які гарантують демократію, законність, права людини та повагу та захист меншин.
2. Що країни-кандидати мають працюючу ринкову економіку, здатну ефективно конкурувати на ринках ЄС.
3. Що країни-кандидати здатні взяти на себе всі зобов’язання щодо членства, політичні, економічні та монетарні.

На саміті в Люксембурзі в 1997 році ЄС прийняв думку Комісії про запрошення Польщі, Чехії, Угорщини, Словенії, Естонії та Кіпру розпочати переговори про вступ до ЄС. Переговорний процес розпочався 31 березня 1998 р. Польща завершила переговори про вступ у грудні 2002 р. Потім 16 квітня 2003 р. в Атенах було підписано Договір про приєднання. Після ратифікації цього Договору на референдумі про членство Польщі в Європейському Союзі 2003 року Польща та інші 9 країн стали членами ЄС 1 травня 2004 року.

## Вплив
| Держави-членкині       | Населення             | Площа (км²)         | ВВП (мільярд доларів США) | ВВП на душу населення (дол. США) | Мови        |
| ---------------------- | --------------------- | ------------------- | ------------------------- | -------------------------------- | ----------- |
| Кіпр                   | 775,927               | 9,250               | 11.681                    | 15,054                           | Грецька     |
| Чехія                  | 10,246,178            | 78,866              | 105.248                   | 10,272                           | Чеська      |
| Естонія                | 1,341,664             | 45,226              | 22.384                    | 16,684                           | Естонська   |
| Угорщина               | 10,032,375            | 93,030              | 102.183                   | 10,185                           | Угорська    |
| Латвія                 | 2,306,306             | 64,589              | 24.826                    | 10,764                           | Латвійська  |
| Литва                  | 3,607,899             | 65,200              | 31.971                    | 8,861                            | Литовська   |
| Мальта                 | 396,851               | 316                 | 5.097                     | 12,843                           | Мальтійська |
| Польща                 | 38,580,445            | 311,904             | 316.438                   | 8,202                            | Польська    |
| Словаччина             | 5,423,567             | 49,036              | 42.800                    | 7,810                            | Словацька   |
| Словенія               | 2,011,473             | 20,273              | 29.633                    | 14,732                           | Словенська  |
| Країни вступу          | 74,722,685            | 737,690             | 685.123                   | 9,169                            | 10 нових    |
| Наявні учасники (2004) | 381,781,620           | 3,367,154           | 7,711.871                 | 20,200                           | 11          |
| ЄС25 (2004)            | 456,504,305 (+19.57%) | 4,104,844 (+17.97%) | 8,396,994 (+8.88%)        | 18,394 (−8.94%)                  | 21          |

Через 12 років після розширення ЄС все ще «перетравлює» зміни. Приплив нових членів фактично поклав край франко-німецькому двигуну ЄС, оскільки його відносно нові члени, Польща та Швеція, визначили політичний порядок денний, наприклад, Східне партнерство. Незважаючи на побоювання паралічу, нове членство не завадило процесу ухвалення рішень, і, якщо що-небудь, законодавчий результат інституцій збільшився, проте постраждали правосуддя та внутрішні справи (які діють за одностайности). У 2009 році Європейська комісія вважала розширення успішним, однак, поки розширення не буде повністю прийнято громадськістю, майбутнє розширення може відбуватися повільно. У 2012 році дані, опубліковані Ґардіан, показують, що цей процес завершено.
Важливим також є внутрішній вплив. Прибуття додаткових членів створило додатковий наголос на управлінні установами та значно збільшило накладні витрати (наприклад, через збільшення офіційних мов). Крім того, існує поділ персоналу, оскільки саме день розширення був обраний для введення в дію поглибленої реформи Положення про персонал, яка мала на меті принести значну економію адміністративних витрат. Як наслідок, умови працевлаштування (перспективи кар’єри та виходу на пенсію) для чиновників, прийнятих на роботу після цієї дати, погіршилися. Оскільки за визначенням посадові особи «нових» держав-членів були найняті після розширення, ці нові умови торкнулися всіх (хоча вони також стосуються громадян колишніх 15 держав-членів, які були найняті після 1 травня 2004 року).
До розширення 2004 року ЄС мав дванадцять договірних мов: данську, нідерландську, англійську, фінську, французьку, німецьку, грецьку, ірландську, італійську, португальську, іспанську та шведську. Однак у зв’язку з розширенням 2004 року було додано дев’ять нових офіційних мов: польська, чеська, словацька, словенська, угорська, естонська, латвійська, литовська та мальтійська.

### Економічний вплив
Дослідження 2021 року в Journal of Political Economy показало, що розширення 2004 року мало загальний сприятливий економічний вплив на всі групи як у старих, так і в нових країнах-членах. Найбільшими переможцями стали нові країни-члени, зокрема некваліфікована праця в нових країнах-членах.

### Політичний вплив
У дослідженні 2007 року в журналі Post-Soviet Affairs стверджується, що розширення ЄС у 2004 році сприяло консолідації демократії в нових країнах-членах. У 2009 році політолог з Вільного університету Берліна Томас Ріссе писав: «У літературі про Східну Європу існує консенсус щодо того, що перспектива членства в ЄС мала величезний вплив на нові демократії».